# One Piece Film: Z
One Piece Film: Z (ワンピースフィルム ゼット, Wan Pīsu Firumu: Zetto) é um filme japonês de 2012 dirigido por Tatsuya Nagamine. É o décimo segundo filme baseado da série One Piece de Eiichiro Oda. A sua trilha-sonora é interpretada por Avril Lavigne com um cover da canção "How You Remind Me" da banda Nickelbacke´outra canção na versão de Avril Lavigne "Bad Reputation" de Joan Jett.
Neste filme, Luffy luta contra Z um antigo almirante que odeia piratas e está tentando destruir 3 pontos do mar, que se destruidos, iram fazer o magma subir e a Red Line inteira será dizimada.